# Jesperhus
 Denne artikel bør gennemlæses af en person med fagkendskab for at sikre den faglige korrekthed.

Jesperhus Feriepark er en feriepark og forlystelsespark, der ligger umiddelbart uden for Nykøbing Mors på Mors i Limfjorden. Den er i dag blandt Danmarks største ferieparker. Med 195.000 besøgende i 2015 var den således landets ottendemest populære forlystelsespark (med Tivoli i København som nr. 1) og ottendemest populære zoologiske have/botaniske anlæg (med Zoologisk Have i København som nr. 1).

## Aktiviteter
På selve feriecenteret findes både udendørs og indendørs vandland. Derudover aktiviteter som minigolf, par 3-golf, badminton, tennis, fiskesø, bowling, restaurant, lasergame, legeland, fodboldbane, hoppepuder og diverse legepladser.
I parken i Jesperhus kan man opleve en 3.000 kvm indendørs junglezoo, hvor alle dyr lever frit med hinanden og gæsterne. Derudover er der udendørs og indendørs legeland, 4D-Biograf, og H.C. Andersens have.
I 2019 åbnede Jesperhus for et nyrenoveret “Abeland” med aberne Zik og Zak som hovedpersoner. “Abelandet” er et stort indendørs legeland med tilhørende café område.
Martin Keller og Ketil Teisen, kendt fra børneprogrammet Naturpatruljen, har indgået et partnerskab, hvor de i 2013 åbnede "Martin og Ketils Junglezoo".

## Historie
Jesperhus blev i 1960 grundlagt af Niels og Edith Overgaard og har navn efter deres førstefødte søn, Jesper. Niels var uddannet gartner og boede sammen med sin kone Edith i det lavtliggende Legindbjerge, hvor feriecenteret ligger nu. Da de fik deres første søn, Jesper, opdagede de at han led af astma. Det gamle hus og den lave beliggenhed gjorde kun sygdommen værre. Derfor byggede de et hus kun 300 m derfra i et højere liggende område af Legindbjerge - der, hvor parken ligger nu. Dette hus kaldte de "Jesperhus". Da Niels Overgaard var gartner, gjorde han meget ud af sin have. Så meget, at han tiltrak nysgerrige fra nær og fjern. Dette gav ham idéen til at åbne haven for turister. I 1966 åbnede "Jesperhus Blomsterpark" dørene for første gang og tiltrak ifølge havens egen hjemmeside 40.000 gæster det første år. Som nævnt er tallet i dag ca. 200.000 årlige gæster.